# С-25 (НАР)
С-25 — радянська / російська некерована авіаційна ракета, розроблена в КБ «Точмаш». С-25 призначені для знищення техніки та живої сили противника. Прийнята на озброєння ВПС СРСР у червні 1975 року.
Даними ракетами оснащуються різні типи літаків.
С-25 використовуються обома сторонами війни під час повномасштабного російського вторгнення в Україну 2022 року.

## Варіанти

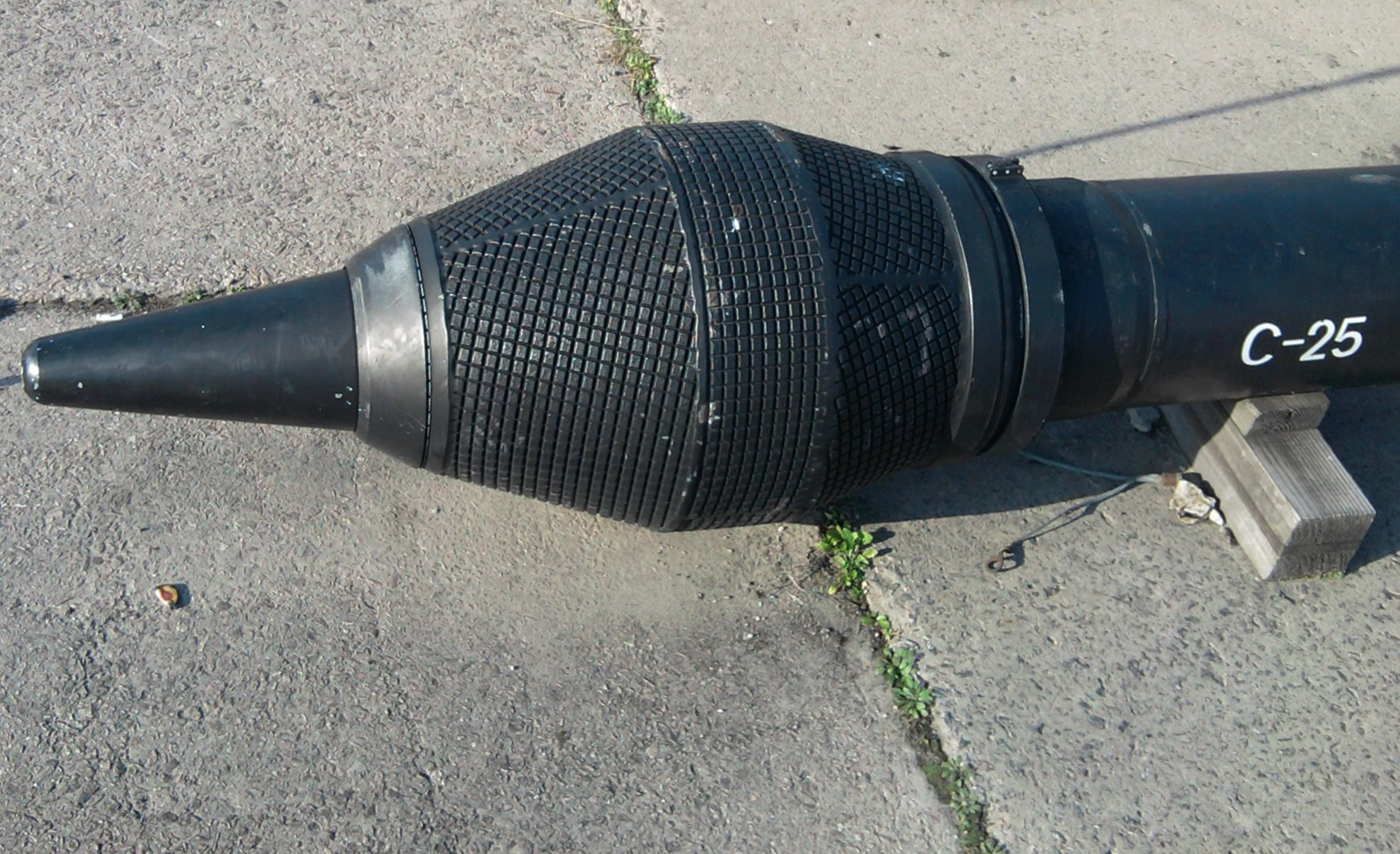
Уламкова бойова частина НАР С-25-О

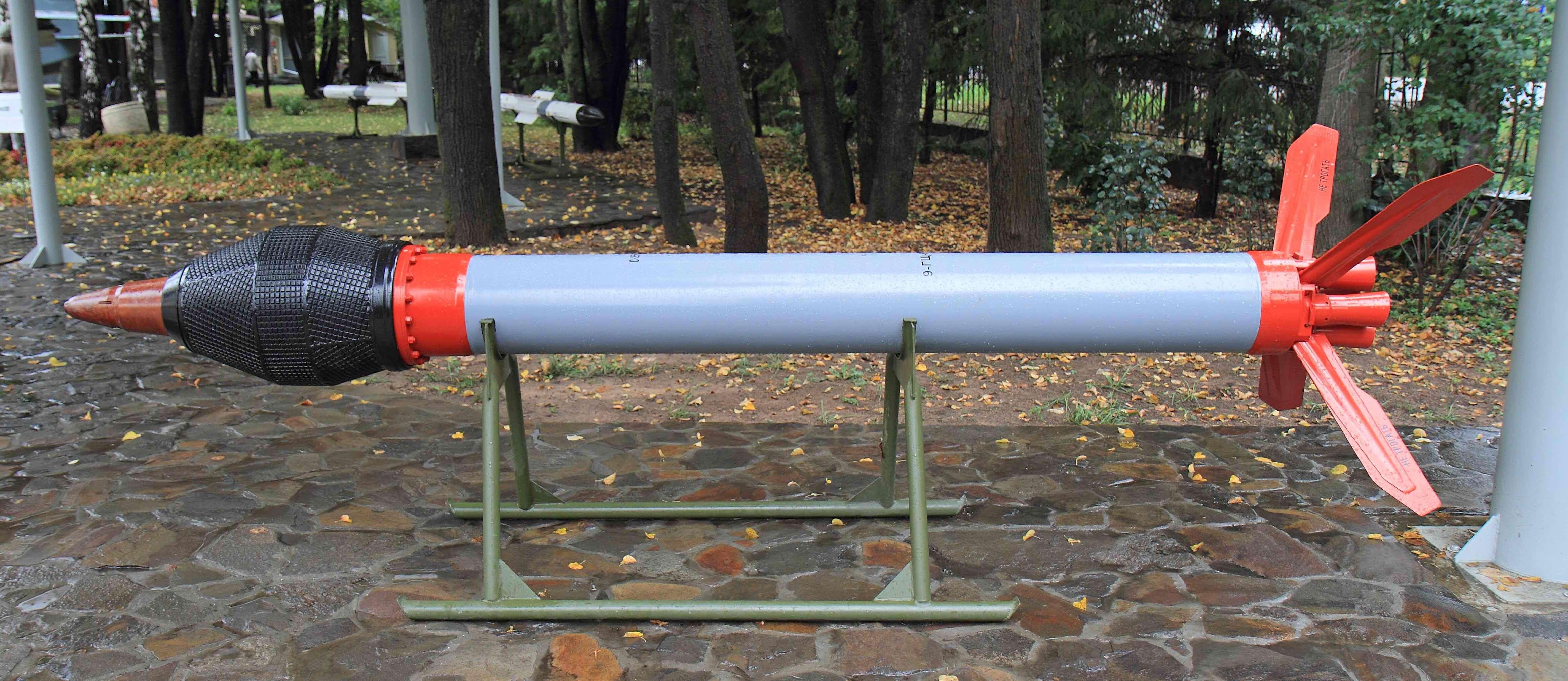
Уламкова НАР С-25-О

- С-25-О — 1975 р., з осколковою бойовою частиною
- С-25-ОФ — 1975 р., з осколково-фугасною бойовою частиною
- С-25-ОФМ — 19?? р., з осколково-фугасною бойовою частиною проникаючого типу
- С-25Л — 1979 р., коригований варіант снаряда С-25-ОФМ з лазерної напівактивної ГСН 24Н1, дальність пуску 3—7 км.
- С-25ЛД — 1984 р., коригований варіант, дальність пуску збільшено до 10 км.

## Тактико-технічні характеристики
Модифікація: С-25-О

Призначена для ураження легкоброньованої, легковразливої техніки та живої сили супротивника.
- Дальність пуску: 1600—3000 м
- Бойова частина: осколкова
  - Кількість уламків: 9000, у т.ч. 5500 з масою від 2—3 до 20 грам
  - Маса БЧ: 151 кг
  - Маса ВР: 58 кг
- Підривник: радіовибух РВ-25 «Дятел», висота підриву 5-10 м
- Швидкість польоту: 505—555 м/с
- Маса снаряда: 370 кг
- Калібр: 420/266 мм
- Довжина: 3760 мм
- Розмах оперення: 1170 мм
- Пусковий пристрій: О-25

Модифікація: С-25-ОФ

Призначена для ураження міцних цілей — укриттів, командних пунктів, аеродромних притулків та ЗПС, фортифікаційних споруд польового та міського типу та інших захищених об'єктів, включаючи кораблі та залізничні споруди.
- Бойова частина: осколково-фугасна
  - Маса БЧ: 194 кг
  - Маса ВР: 27 кг
- Підривник: контактний Н-28
- Швидкість польоту: 490—510 м/с
- Маса снаряда: 410 кг
- Калібр: 340/266 мм
- Довжина: 3560 мм

Модифікація: С-25-ОФМ
- Бойова частина: осколково-фугасна проникаючого типу
  - Маса БЧ: 150 кг
  - Маса ВР: 20 кг
- Підривник: контактний уповільненої дії І-415
- Швидкість польоту: 550 м/с
- Маса снаряда: 370 кг
- Довжина: 3560 мм

Модифікація: С-25Л
- Дальність пуску: 3000—7000 м
- Система наведення: лазерна напівактивна ГСН 24Н1
- Кругове імовірне відхилення: 4—7 (3—4) м
- Швидкість польоту: до 500 м/с
- Маса снаряда: 397 кг
- Довжина: 4038 мм
- Пусковий пристрій: О-25Л

Модифікація: С-25ЛД
- Дальність пуску: до 10 000 м
- Маса снаряда: 400 кг

## Бойове застосування

### Повномасштабне російське вторгнення 2022 року
С-25 використовуються обома сторонами війни.
Відомо, що Су-25 Повітряних сил України застосовували по росіянах ракети С-25-О та С-25-ОФМ.